# Cine Sony (Italia)
Cine Sony è stata un'emittente televisiva tematica gratuita italiana, edita da Sony Pictures Entertainment Italia e dedicata al mondo del cinema.

## Storia
Al lancio del canale in Spagna e America del Nord, è seguito quello italiano avvenuto il 7 settembre 2017 alle ore 19:00 con la trasmissione del film Captain Phillips - Attacco in mare aperto, dopo un periodo di test partito il 1º agosto 2017, sostituendo così il canale Capri Gourmet.
Dal 7 marzo 2018 al 3 luglio 2019 è stato disponibile sul satellite nella piattaforma gratuita Tivùsat.
Lo speaker ufficiale del canale è stato Roberto Draghetti.
La raccolta pubblicitaria del canale è stata affidata a Viacom International Media Networks Pubblicità & Brand Solutions.
A mezzanotte dell'11 luglio 2019 il canale ha cessato le trasmissioni insieme a Pop per via di ascolti bassi, venendo sostituito da Mediaset Extra 2.

## Palinsesto
La programmazione del canale era caratterizzata da film di diversi generi (molti dei quali appartenenti al catalogo Sony Pictures) assieme a documentari, interviste, backstage e anticipazioni relativi al mondo cinematografico.

### Programmi
- Cine Classic: la storia di Hollywood
- Donne da oscar
- I migliori registi di Hollywood
- La fabbrica dei sogni: storia e volti del cinema italiano
- Ultimate Countdown: CineClassifica
- Vite da star
- Torta di riso

## Ascolti

### Share 24h* di Cine Sony
Giorno medio mensile su target individui 4+
| Anno | Gen   | Feb   | Mar   | Apr   | Mag   | Giu   | Lug    | Ago    | Set    | Ott    | Nov    | Dic    | Media anno |
| ---- | ----- | ----- | ----- | ----- | ----- | ----- | ------ | ------ | ------ | ------ | ------ | ------ | ---------- |
| 2018 | -     | -     | -     | -     | 0,04% | 0,25% | 0,28%  | 0,29%  | 0,27%  | 0,29%  | 0,31%  | 0,34%  | 0,26%      |
| 2019 | 0,35% | 0,33% | 0,33% | 0,34% | 0,36% | 0,41% | chiuso | chiuso | chiuso | chiuso | chiuso | chiuso | 0,34%      |